# Кроттендорф (Штирия)
Кроттендорф (нем. Krottendorf (Steiermark)) — окружной центр в Австрии, в федеральной земле Штирия. 
Входит в состав округа Вайц.  Население составляет 2232 человека (на 31 декабря 2005 года). Занимает площадь 12.44 км². Официальный код  —  61723.

## Политическая ситуация
Бургомистр коммуны — Франц Розенбергер (АНП) по результатам выборов 2005 года.
Совет представителей коммуны (нем. Gemeinderat) состоит из 15 мест.
- АНП занимает 10 мест.
- СДПА занимает 5 мест.